# Орден Святого Стефана (военный орден)
Орден Святого Стефана Великомученика (итал. Ordine di Santo Stefano Papa e Martire) — высший тосканский рыцарский орден, названный в честь Стефана I.

## История и ступени
Орден Святого Стефана был образован великим герцогом Тосканским Козимо I в память о выигранной им над французскими войсками битве (битва при Монтемурло, 1 августа 1537 года). День создания ордена — 2 августа, совпадал с тем днём победы тосканцев, правда приблизительно на 25 лет позже - 1561 года. 22 декабря 1817 года статус ордена был подтверждён и обновлён великим герцогом Фердинандом III. После присоединения Тосканы к Сардинскому королевству в 1859 году награждение орденом Святого Стефана Великомученика более не производилось. 
Орден имел четыре степени:
- Большой Крест
- Нагрудная звезда
- Рыцарский крест с аграфом
- Рыцарский крест

## Описание
Орден представляет собой мальтийский крест красной эмали. Над крестом находится корона, в углах самого креста — геральдические лилии.

## Иллюстрации

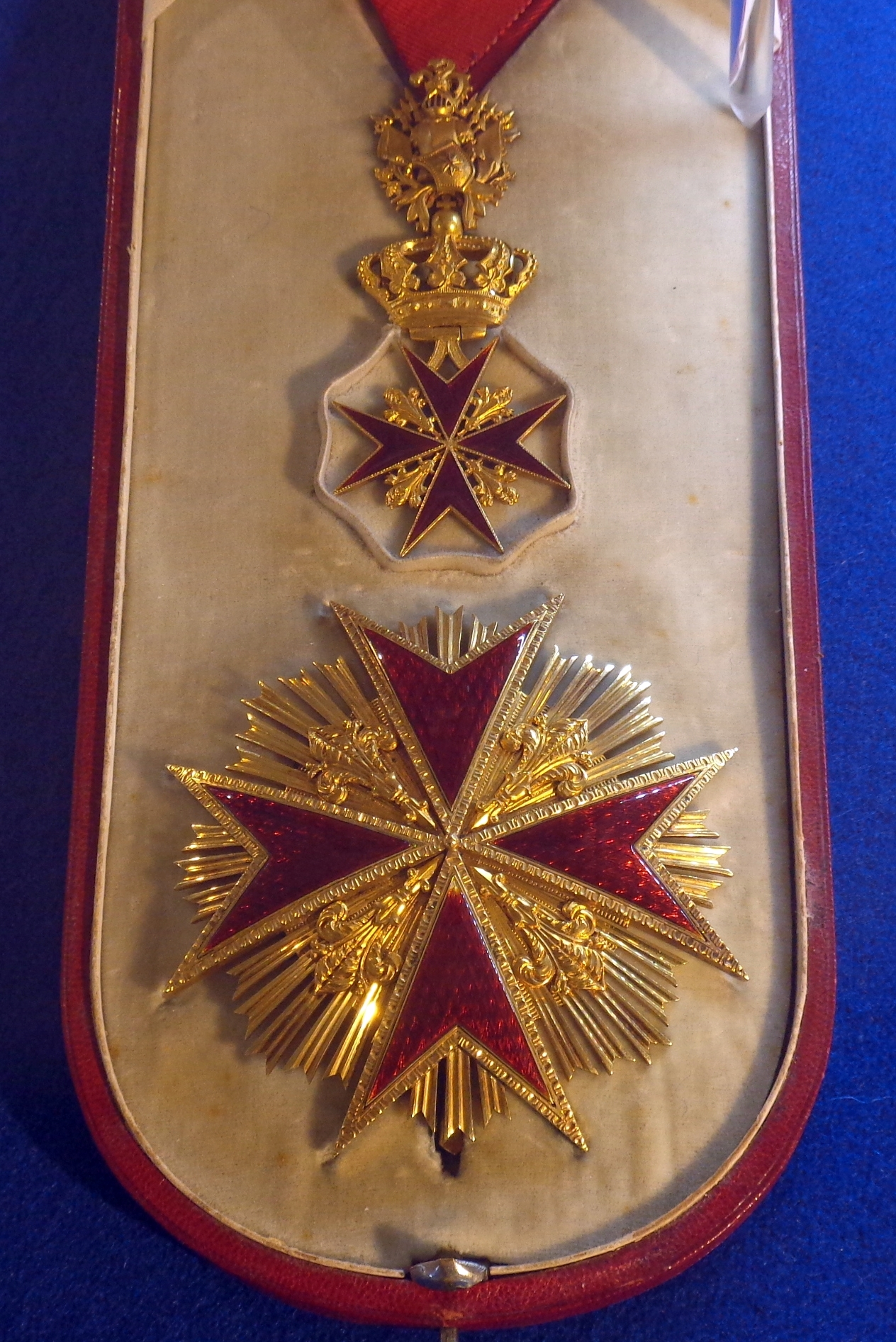
Знак и звезда Большого креста
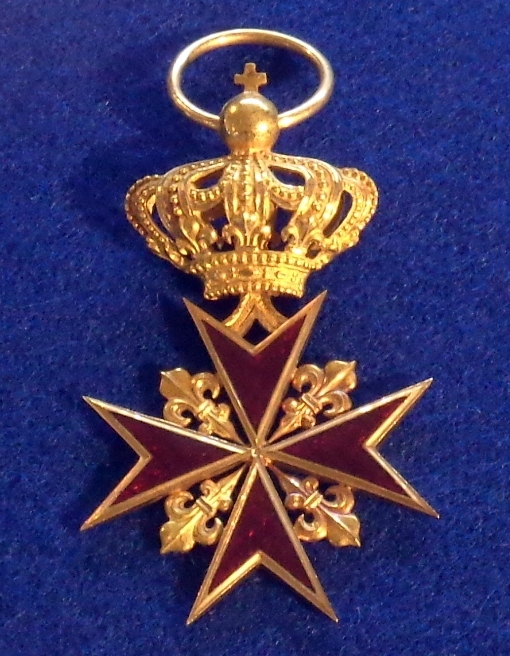
Знак командора
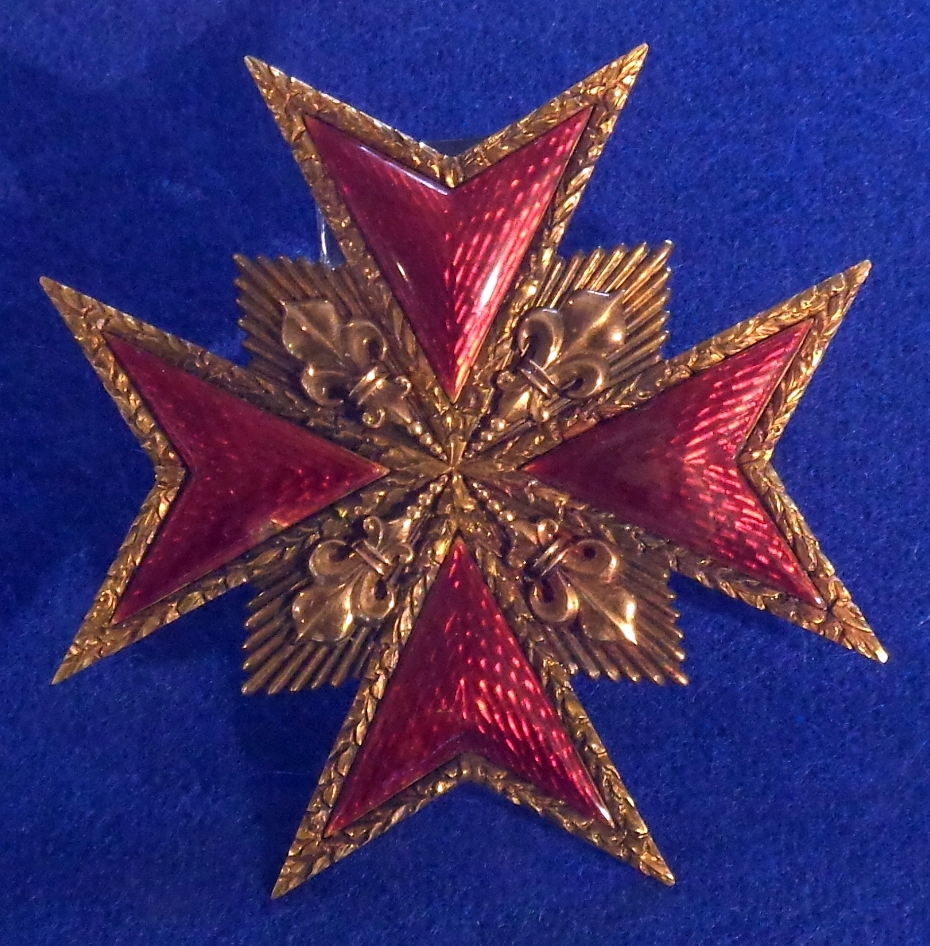
Звезда командора
Флаг галеры ордена Святого Стефана, 1562-конец XVIII века